# Tetra-azul
O Tetra-azul (Boehlkea fredcochui) é um pequeno peixe com uma beleza muito peculiar, a ponto de um aquariofilista menos informado poder suspeitar de que este peixe foi artificialmente colorido: não é o caso.[parcial?]
Atingem cerca de 5,5 cm e, tal como todos os outros membros da família Characidae, é um dispersor de ovos que prefere águas macias.

## Taxonomia
O Tetra Azul foi classificado por Géry em 1966, em honra de Fred Cochu, que recolheu os primeiros exemplares deste peixe em 1956, levando-os para os Estados Unidos da América. Na bibliografia dedicada a este peixe, encontram-se também alguns sinónimos:
- Microbrycon cochui
- Boehlkea fredcochui
- Microbrycon fredcochui
- Actualmente: Boehlkea fredcochui

## Distribuição e Diversidade
Bacia do Amazonas, rios Orinoco e Negro, no Peru, Colômbia, Brasil e Venezuela.

## Descrição física

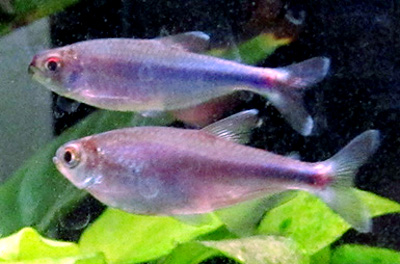
Tetra-azul M e F.

Corpo de forma fusiforme, de cor prateado/esverdeada na região dorsal e, na lateral, coloração azul-eléctrica que se intensifica em direcção às regiões caudal e branquial. A zona abdominal apresenta uma coloração branco/amarelada.
As barbatanas dorsal, anal e peitorais são transparentes, embora em alguns machos possam ser cinzentas, com um ligeiro rebordo esbranquiçado. Os machos geralmente apresentam a barbatana anal com um ligeiro tom avermelhado, sobretudo na época de reprodução.
A barbatana caudal é cinzento-escura, com terminações brancas nos raios mais longos.

## Ecologia e Comportamento
É pacífico, e um peixe de cardume extremamente activo. Recomendam-se grupos de pelo menos sete indivíduos, idealmente mais, num aquário grande. É muito sociável e conviverá sem problemas com qualquer pequeno caracídeo, ciclídeos pacíficos, ou qualquer outra espécie, desde que se respeitem os parâmetros da água e se lhes proporcione espaço suficiente para nadar.
Geralmente é pacífico num aquário saudável, mas pode mordiscar as barbatanas de outros peixes, sobretudo durante a alimentação. Não é aconselhável mantê-los com peixes de barbatanas longas, ou peixes tímidos, que possam ser intimidados por peixes mais activos. Em aquários pequenos ou sobrepopulados o Tetra Azul pode tornar-se mais agressivo para com outras espécies, mas geralmente a sua agressividade é limitada a perseguições e mordidas ocasionais, e direccionada sobretudo para peixes da mesma espécie.

## No aquário
Esta espécie mostrará melhores cores num aquário plantado, com águas escuras (utilizando turfa no filtro ou a aplicação de extractos comerciais) e bem oxigenado, já que a sobrepopulação ou um nível reduzido de oxigénio levarão a cores esbatidas. Requer uma filtragem eficiente, mas para além disso não é um peixe muito exigente. No entanto, os nitratos não deverão atingir mais do que 25 mg/l.
O Tetra Azul, devido à sua natureza extremamente activa, precisa de um aquário maior do que a maior parte dos outros tetras do mesmo tamanho, com grandes zonas abertas para a natação, sobretudo no fundo e nível médio do aquário, que estes peixes preferem: um aquário pequeno irá estimular a sua agressividade.
Mesmo assim, recomendam-se zonas densamente plantadas, ou esconderijos entre troncos, pedras ou outros ornamentos. Plantas flutuantes que filtrem a iluminação também são muito apreciadas.
São peixes resistentes, que aguentam um leque de características da água bastante amplo, mas o ideal é mantê-los com um pH entre 6 e 7,5, e um GH inferior a 15ºd, e temperaturas entre os 22 e os 27°C.
No que diz respeito à alimentação, aceitam prontamente todo o tipo de comidas habituais na aquariofilia -congelados, liofilizados, flocos, etc.- mas apreciam sobretudo comida viva, especialmente insectos alados como drosófilas (mosquitos-da-fruta), mosquitos, formigas com asas, etc..
A coloração dos machos geralmente é mais intensa, e as fêmeas mais roliças. Para além disso, nos machos, os tons avermelhados da barbatana anal acentuam-se na época de reprodução. No entanto, mesmo assim, as diferenças entre sexos não são muito apreciáveis, como acontece na maioria dos caracídeos.
As posturas ocorrem com frequência, ao contrário do que acontece com a maioria dos caracídeos, mas é muito difícil manter as crias, já que tanto os requerimentos alimentares como das características da água são muito específicas.
Os ovos são depositados entre as folhas das plantas. Uma vez feita a postura, convém transladar os ovos para um aquário, com água levemente ácida (pH 6,7) e extremamente macia (dureza inferior a 5ºd). É necessário alimentar os alevins com infusórios.

## Nomes comuns
- Tetra-azul (em português)
- Tetra-azul-de-cochu (em português)
- Blue Tetra (em inglês)
- Cochu's Blue Tetra (em inglês)
- Mojarita (em castelhano)